# Římskokatolická farnost Křtiny
Římskokatolická farnost Křtiny je územní společenství římských katolíků v městysu  Křtiny s farním kostelem Jména Panny Marie, který je významným poutním místem na Moravě. Farnost je součástí blanenského děkanství v rámci brněnské diecéze.

## Území farnosti
- Křtiny – farní kostel Jména Panny Marie, kaple sv. Anny
- Březina – filiální kostel Panny Marie Matky církve
- Bukovina – kaple
- Bukovinka – filiální kostel Nanebevzetí Panny Marie, kaple Jména Panny Marie
- Habrůvka

Fotogalerie
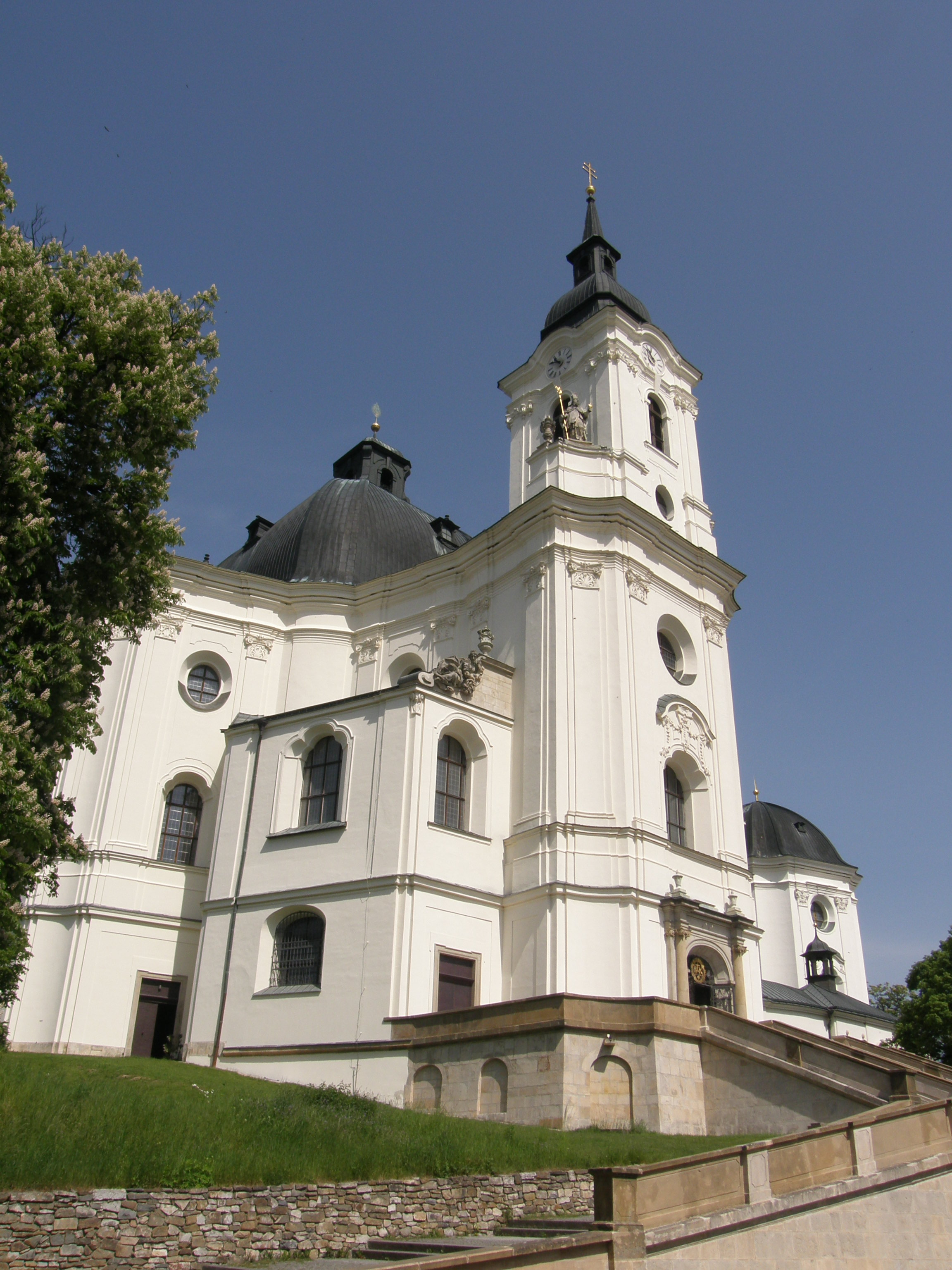
Chrám Jména Panny Marie
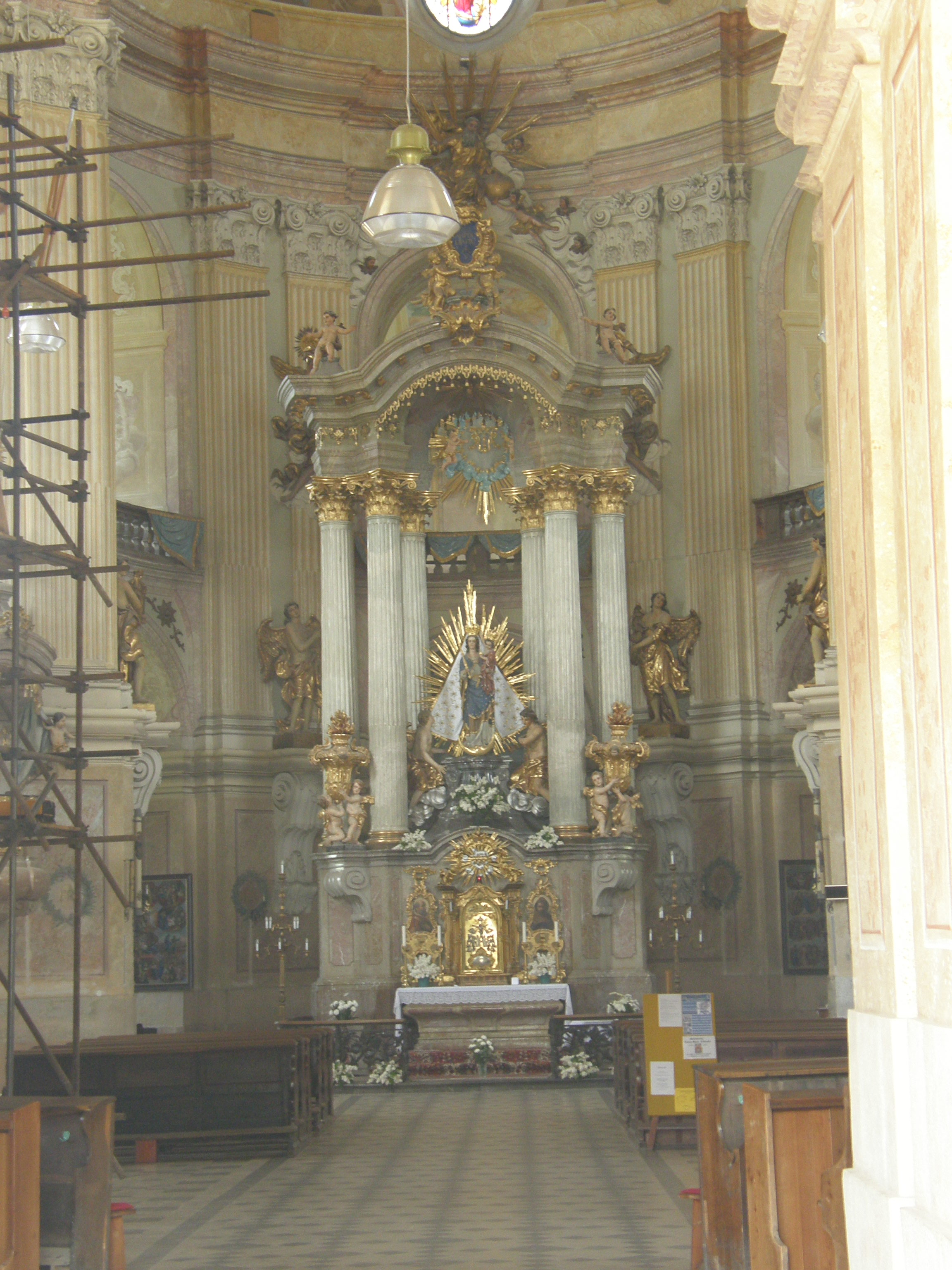
Chrám Jména Panny Marie
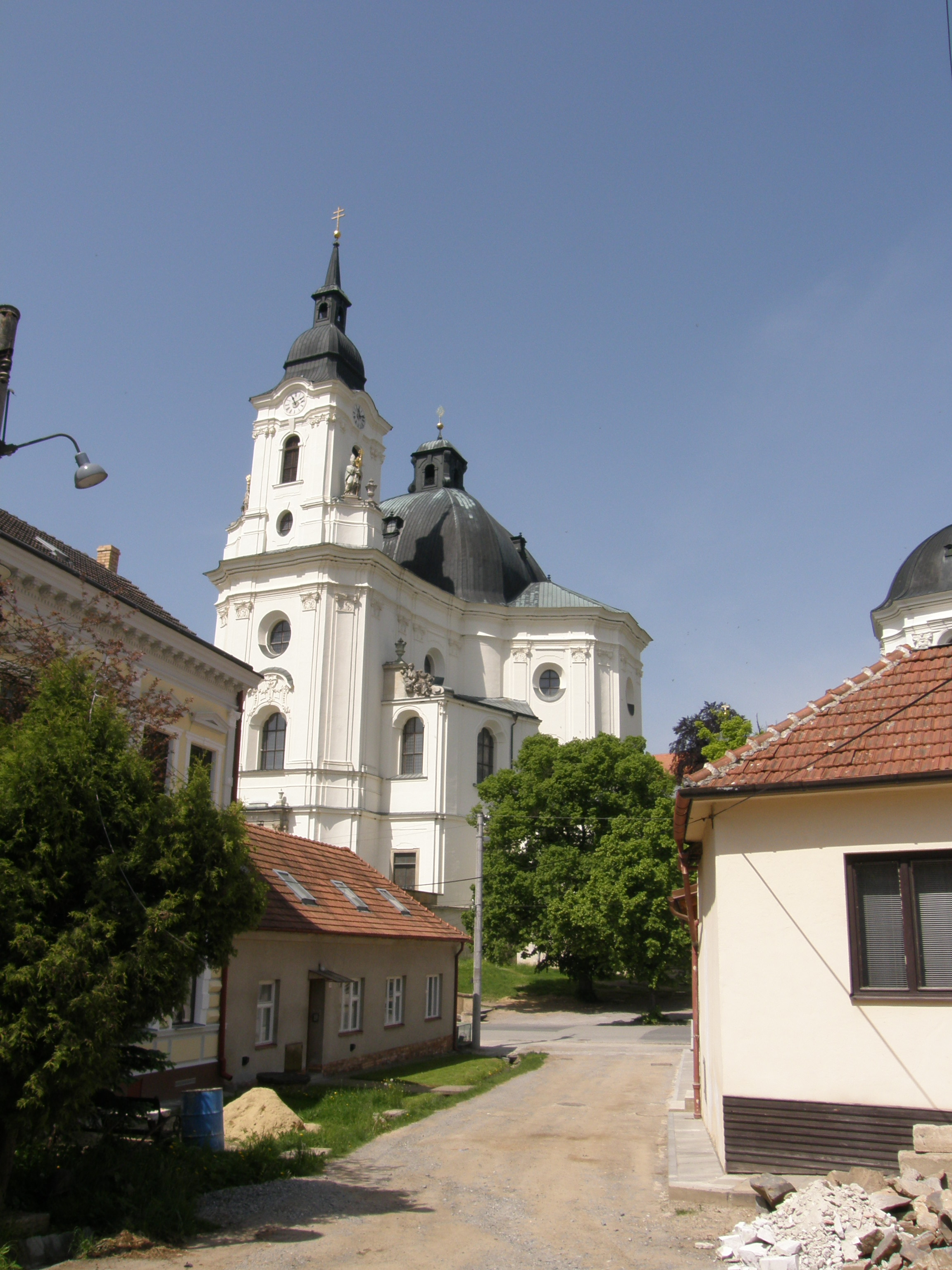
Chrám Jména Panny Marie

## Duchovní správci
V letech 1973 až 2008 zde byl administrátorem a později farářem R. D. Tomáš Prnka. Od 1. srpna 2008 ve Křtinách jako farář působil Mons. Jan Peňáz. Toho od srpna 2017 vystřídal jako administrátor R. D. Jan Krbec. S platností od září 2018 se administrátorem stal R. D. Vít Martin Červenka, kterým se po více než 200 letech na toto poutní místo vrátili premonstráti. Dočasným administrátorem farnosti se v červenci 2022 stal stávající farní vikář R. D. Metoděj Ján Lajčák (rovněž premonstrát), jenž nahradil nemocného otce Červenku, který v květnu 2023 zemřel.

## Bohoslužby
| Kostel                   | Místo  | Bohoslužba (den)                                 | Hodina                            | Poznámka     |
| ------------------------ | ------ | ------------------------------------------------ | --------------------------------- | ------------ |
| kostel Jména Panny Marie | Křtiny | neděle pondělí úterý středa čtvrtek pátek sobota | 7.30, 10.30 7.30 7.30, 18.30 7.30 | farní kostel |

## Aktivity ve farnosti
Den vzájemných modliteb farností za bohoslovce a bohoslovců za farnosti brněnské diecéze a Adorační den připadá na 20. srpna.
Ve farnosti se pravidelně pořádá tříkrálová sbírka. V roce 2018 se při ní ve Křtinách vybralo 28 519 korun.
Farnost se zapojuje do projektu Noc kostelů.